# Jñāna
Jñāna (in getranscribeerd Hindi gespeld als Gñāna; Devanagari ज्ञान) is de Sanskriete term voor kennis of de kennis Gods, gnosis, wijsheid van het hart of filosofie. 
In de Samkhya-filosofie is het de voorwaarde om geïntegreerd het geheel van de werkelijkheid te kunnen beschouwen. 

In het hindoeïsme betekent het 'echte kennis', de kennis van het eigen zelf (atman) die in sommige geloofsstromingen identiek is aan de ultieme realiteit brahman.
In het boeddhisme refereert het aan zuiver gewaar zijn, vrij van conceptuele belasting. Het staat er in contrast met vijñāna (analyse), dat een moment van 'verdeeld weten' is. 
Jñāna-yoga (kennen) is een pad (marga of manier) tot moksha (bevrijding). Daarnaast zijn er nog twee andere zulke paden die alle bedoeld zijn voor mensen met eigen voorkeuren of geaardheid, zoals Bhakti (devotie) of karma-yoga (actie), en waarmee men uiteindelijk hetzelfde doel bereikt. 

## Referentie
- Dictionary of Hindu Lore and Legend (ISBN 0-500-51088-1) door Anna Dallapiccola